# Cerro Paranal
O Cerro Paranal é uma montanha localizada no deserto do Atacama, na região norte do Chile. Ele está localizado a 120 km ao sul de Antofagasta e 80 km ao norte de Taltal, 12 km para o interior.
Sua localização geográfica é 24° 37′ S, 70° 24′ O e alcança 2635 metros acima do nível médio do mar.

## Observatório Paranal
Esse local é famoso porque nele está localizado o Observatório Paranal, operado pelo Observatório Europeu do Sul (ESO).
O local foi escolhido por suas excelentes condições atmosféricas e climáticas, além de seu afastamento de áreas com luz artificial e da poeira do ar; fatores que dificultam as operações.